# Dag Solstad
Dag Solstad (ur. 16 lipca 1941 w Sandefjord, zm. 14 marca 2025) – norweski prozaik.
Był członkiem grupy literackiej Profil. Początkowo tworzył w poetyce absurdu, pod wpływem Franza Kafki. Wtedy powstały jego głośne nowele (m.in. Spiraler). Sławę przyniosła mu powieść Irr. Grønt (1969), skonstruowana na zasadzie rozpisania roli (społecznej, psychologicznej, historycznej i innej), w której podjął temat wpływu warunków społecznych na losy ludzi. Był także autorem powieści politycznych inspirowanych wydarzeniami z lat 70. i 80. XX wieku, które miały miejsce w Norwegii. W 1989 został uhonorowany nagrodą literacką Rady Nordyckiej za powieść Roman 1987.
Zmarł 14 marca 2025 po krótkim pobycie w szpitalu w następstwie nagłego zatrzymania krążenia.